# Урочище Сагайдачного

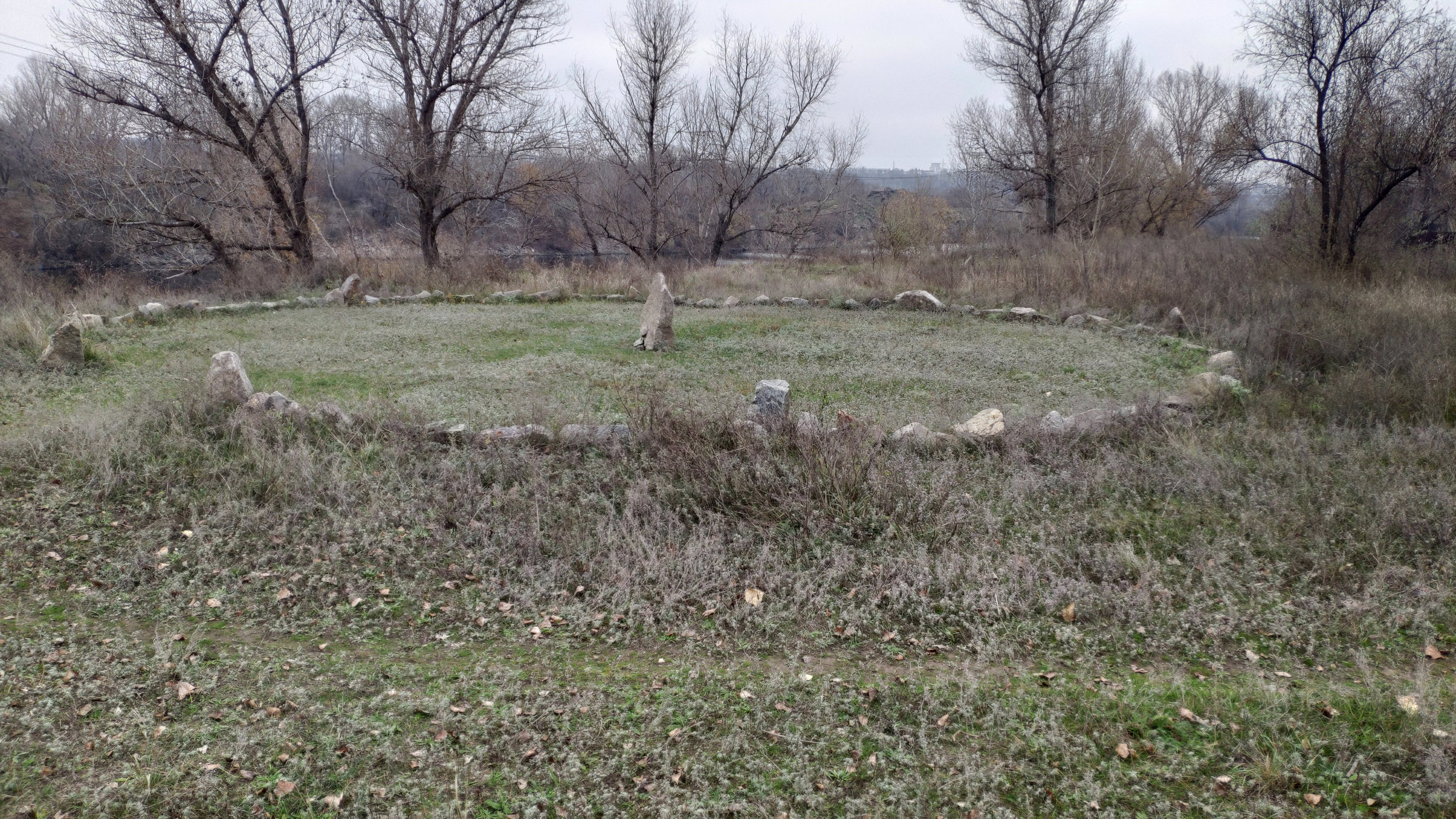
Кромлех, схожий на мегалітичні споруди, які були відкриті в 1928 році в урочищі Сагайдачного

## Розташування
Місто Запоріжжя, Дніпровський р-н, лівий берег Нового Дніпра, район вул. Скельної .

## Назва
Урочище отримало назву від прізвища запорожця Сагайдака, котрий, як свідчить записаний Я.П. Новицьким переказ, оселився й жив там уже після знищення Січі, у 1780-і рр., й загинув від рук московських солдатів . На плані села Вознесенки 1846 р. подана спотворена назва балки, розташованої в урочищі: «Сойдашна» . Серед колоністів-менонітів острова Хортиці у ХІХ ст. теж побутувала спотворена назва урочища: «Haidaschne», «Haidaschen» . А.Ф. Кащенко та Л.В. Падалка, ймовірно, бажаючи підкреслити сакральність місця, називають епонімом урочища не січовика Сагайдака, а гетьмана Петра Сагайдачного, що протирічить історичним джерелам .

## Первісний ландшафт і назви окремих об’єктів
В останню чверть ХІХ ст. урочище Сагайдачного являло собою одне з найкращих місць на Дніпрі нижче його порогів; воно приваблювало численних туристів та відпочивальників з м. Олександрівськ. У північній частині урочища, в районі сучасної автомобільної естакади Дніпрогесу, в Дніпро впадала невелика балка Колодязна, згодом повністю знищена під час будівництва судноплавного шлюзу. Тут знаходилося «попелище Сагайдака» – місце, де стояв козацький зимівник . З півдня урочище обмежувалося глибокою та довгою (понад 1 км) балкою Сагайдачною (Сагайдачного, Сагайдачкою) зі струмком («річкою») .
Зі сходу та півдня місцевість була оточена скелями, в низині ріс дубовий ліс, серед якого, на відстані 170-200 м одна від одної, підносилися дві окремі скелі: Середня – ближче до степу, та Дурна – ближче до Дніпра. У Новому Дніпрі вище скелі Дурної знаходилися каміння Скопцеві, а нижче їх – Перейми. Обидві групи брил заважали судноплавству й отримали назви від прізвищ лоцманів, що зазнали на них трощі . Простір між скелею Дурною на лівому березі ріки та скелею Савутиною з острів-хортицького боку, в лоцманів звався «Ворота» .
Скеля Дурна являла собою великий гранітний останець висотою майже 30 м над рівнем ріки, який у вигляді мису висувався у Дніпро з його лівого берега. Скеля поступово знижувалася в напрямку на південний схід і з’єднувалася з піщаною мілиною. Під час весняних повеней вона відділялася від материка протокою Проріз і перетворювалася на «острів» довжиною до 900 м . Пояснюючи назву скелі Дурної, Павло Козар у 1927 р. повідомляв, що «за словами лоцманів, таку назву дано скелі через те, що вона сіла серед Дніпра по-дурному» . Інша версія пов’язана з розташуванням на скелі лазарету часів російсько-турецької війни 1735-39 рр., де утримувалися заражені чумою – «опасною», «дурною» хворобою . Друга назва скелі Дурної, яка побутувала серед лоцманів ще у 1920 і рр. – скеля Хмарина . Цей топонім походить від прізвища Хмара, що могло належати лоцману, судно якого зазнало аварії на скелі. Краєзнавець Віктор Фоменко припустив, що топонім «Дурна» походить «від тюркського слова дурак, що означає непорушно стоячу воду, що й спостерігалося у затоці біля цієї скелі» . На думку професійних мовознавців, назва відбиває особливості кочового побуту тюркських племен і походить від тюркського слова «дурак» у значенні «місце, де зупиняються, місце проживання» . Така версія підтверджується прикладами з мов вірмено-кипчацької (turma – життя, існування, проживання, мешкання) , ногайської (турак – житло, житловий) , гагаузької (дурак – стоянка, місце зупинки; дуран – стоячий; дурмаа – стояти, знаходитись) .
Скеля Середня формою нагадувала величезний курган і сягала бл. 30 м висоти над рівнем ріки. На її вершині знаходилися два визначних об’єкти – так звані «Люлька» та «Ліжко Сагайдака». Перша являла собою природну брилу, формою схожу на «величезну люльку з чубуком і протичкою». «Ліжко» («стуло», «сидало») було, ймовірно, мегалітичною пам’яткою давнини; у цій грубо обробленій брилі були видовбані заглиблення для ніг та голови, а також сідало, де могла розташуватися людина середнього зросту. «Люльку» на скелі Середній можна було бачити не пізніше 1830-х рр., а «Ліжко» було знищене вандалами у 1880-і рр. За словами респондента Я.П. Новицького, діда Немихи, скеля Середня в старовину називалася також «Казна» і «Проклята». На ній, згідно переказу, стояли шибениці й палі, де карали на смерть козаків за підтримку гетьмана І. Мазепи ; ; . На планах часів Дніпробуду скеля Середня носить назву ск. Сагайдачного ; ; .
Назва скелі Середньої пояснюється тим, що вона знаходилася між двох інших скель: з південного заходу – Дурної, а з північного сходу тої, над якою сьогодні стоїть Запорізький міський палац дитячої та юнацької творчості. Цю скелю, ймовірно, згадував тільки Дмитро Яворницький під назвою Пристінь . Знаходячись у безпосередній близькості від ріки, на дуже крутому схилі степового плато, вона цілком відповідає традиційному українському географічному терміну «пристінь» . 

## Археологічні пам’ятки
У північній частині Дурної Скелі Дніпробудівською археологічною експедицією у 1928 р. було досліджене багатошарове поселення доби енеоліту, ранньої та середньої бронзи. Знайдені матеріали (кераміка, кістяні та крем’яні вироби) середньостогівської (бл. 4500-3500 р. до н. е.), ямної (бл. 3600-2300 р. до н. е.) та катакомбної (бл. 2700-2000 р. до н. е.) культур ; . Також на Дурній Скелі розкопані поховання середньостогівської енеолітичної та зрубної культури доби пізньої бронзи (ХV–ХІІІ ст. до н. е.) . У низині, під скелями, досліджено поселення доби пізньої бронзи із залишками кам’яних споруд і подвійний кромлех із великих кам’яних плит . Згідно ухваленої Запорізьким округовим виконавчим комітетом 25 травня 1930 р. постанови № 32 «Про оголошення пам’ятків матеріяльної культури на терені Запорізької округи та охорону їх», ці видатні об’єкти під назвою «Камене спорудження, що знаходиться у балці «Сагайдачна», отримали статус пам’ятки місцевого значення . Проте, постанову було проігноровано й пам’ятку знищено будівельними роботами.

## ХVIII-ХІХ ст.
Під час Російсько-турецької війни 1735-39 рр., у середині липня 1739 р., безпосередньо біля Хортиці (ймовірно, в урочищі Сагайдачне) запорожцями був убитий кошовий отаман Яків Туркало. Як повідомляв контр-адмірал Яків Барш, котрий знаходився на Острів-хортицькому ретраншементі, інцидент стався під час поділу грошей, наданих запорозькому війську (до 3000 осіб), що прямувало для участі у бойових діях .
Після знищення Запорозької Січі (1775) в урочищі оселився й заснував зимівник колишній старий січовик Сагайдак, який повернувся на Низ, недовго проживши на Гетьманщині. Сагайдак і очолена ним ватага козаків із бл. 40 осіб ловили рибу, пасли коней та корів, сіяли гречку, ходили гайдамачити в Річ Посполиту. За кілька років зимівник був розорений великою командою російських військ, що прямувала у Крим. При наближенні солдатів Сагайдак, кинутий своїми товаришами, сховав на скелі Середній скарб золотих талерів, зачинився у своїй землянці й відстрілювався від москалів, поки ті не задушили його димом.
Невдовзі по смерті Сагайдака, до російсько-турецької війни 1787-1791 р., на його попелищі оселилися інші колишні запорожці – Скут, Хоз, а за ними Матвій Шут (Дворяненко), нащадки якого жили у сусідньому селі Вознесенці. Матвій Шут, останній запорожець-мешканець урочища, жив тут разом із якимось ватажком гайдамаків, влаштувавши в Сагайдачному «скарбницю» і завівши велике скотарське господарство, де працювали багато найманих робітників. У 1840-і рр. до Матвія часто навідувалися зацікавлені особи, яким він проводив екскурсії по навколишніх скелях і розповідав про події минулого. Одним із таких туристів був катеринославський губернатор Андрій Фабр, що бував у Сагайдачному кілька разів і в супроводі Шута облазив усі скелі. Помер Шут на поч. 1850-х рр. у віці понад 100 років. Очевидно, його безіменний «хуторъ» з одної житлової та двох господарчих будівель, показаний на топографічній мапі 1853 р. у нині не існуючій балці на південний захід від Кічкаської переправи. За переказами, в урочищі Сагайдачному залишилися скарби Сагайдака, Скута й Шутя ; .
Oфіційно землі урочища в ті часи належали селу Вознесенка. Згідно мап кін. XIX ст. тут знаходилися городи мешканців села, а трохи згодом з’явилися й перші будинки вознесенців; велика кількість вишень, що росли вздовж "річки" Сагайдачки, дали народну назву вулиці – Вишнева. Вже на початку ХХ ст. від кар’єру, влаштованого тут для добування граніту на потреби сусіднього міста, дуже постраждала Середня скеля. Проте, урочище залишалося цікавим екскурсійним об’єктом і в 1910-і рр. .

## Урочище Сагайдачного у ХХ ст.
З початком Дніпробуду (1927), мешканці урочища були виселені, проте незабаром тут оселилися робітники-грабарі, що працювали на будівництві шлюзу. Балку перетнули дві залізничні дамби, а безпосередньо в кНімотловані шлюзу виникло стихійне селище грабарів та каменярів, яке перед закінченням робіт було перенесене вище по береговому схилу. Селище, яке назвалося Друге Левченківське, спочатку нараховувало до 70 примітивних землянок . Внаслідок земляних та скельних робіт ландшафт урочища кардинально змінився: була повністю знищена скеля Середня (у наш час на її місці знаходяться гаражі та інші господарчі будівлі) й частково – Дурна, через яку пройшла дамба нижнього шлюзового каналу. У 1932-33 рр. над урочищем були встановлені найвищі в тодішньому СРСР щогли потужної лінії електропередачі «Перехідна-спеціальна» . Урочище Сагайдачне згадане у розпочатій у 1930 р. поемі Олександра Безіменського «Трагедийная ночь». Знищення вибухом «скелі Сагайдачного» і вирубка решток навколишнього гаю там показується, як перемога над «старим світом», а «професор» археолог, який після цього у відчаї здійснив самогубство – як запеклий ворог радянської влади.
Під час Німецько-радянської війни селище у Сагайдачному постраждало від затоплення внаслідок підриву Дніпрогесу 18 серпня 1941 р. Згодом, за наказом німецької окупаційної адміністрації, мешканці селища, підозрювані у зв’язках із партизанами, що перебували у Дніпровських плавнях, були виселені, а багато будівель спалено. Після відступу Вермахту жителі повернулися на старі місця і майже всі працювали на відбудові Дніпрогесу .
Після Німецько-радянської війни вулиця отримала назву "Дурна Скеля", згодом змінену на "Скельна". Оскільки, згідно з новим планом забудови Запоріжжя робітничі селища мали бути ліквідовані, у 1954 тут була тимчасово заборонена прописка, здійснений перепис населення та опис майна. Проте, складнощі з проведенням міських комунікацій, обумовлені рельєфом місцевості, загальмували нове капітальне будівництво. Очікування постійного знесення призвело до того, що більшість будинків залишилися незмінними з перших післявоєнних років.Кількість мешканців урочища в останні десятліття постійно зменшувалась. Якщо в середині 1960-х за переписом тут нараховувалося 160 власників будинків, то зараз ця цифра скоротилася майже вдвічі . 

## Сагайдачне – арт-простір
З початку ХХІ ст. зусиллями науковців, краєзнавців та громадських активістів стартував процес відродження урочища Сагайдачне, як місця пам’яті та арт-простору. Члени громадської організації «Вознесенка» та небайдужі громадяни провели часткове впорядкування території, було встановлено ряд арт-об’єктів (курган, кромлехи, скульптури) та інформаційних аншлагів, з’явився імпровізований «Музей-каменоломня» ; . До широкомасштабного вторгнення російських військ (2022 р.) тут кілька разів відбувався щорічний мистецький фестиваль «Ленд-арт» , працював кемпінг «Сагайдачний» та клуб «Байдарка» на його базі . До цього часу (2025 р.) в урочищі спорадично проводяться самодіяльні історико-краєзнавчі екскурсії , діє керамічна майстерня-студія Pottery Island Олександра Шкалікова .

## Після Каховського теракту
6 червня 2023 р. російськими окупантами була зруйнована Каховська гребля, що призвело до ліквідації Каховського водосховища. Внаслідок зниження рівня води у Дніпрі в районі м. Запоріжжя на бл. 4,5 м.  акваторія ріки зазнала великих змін, набувши рис, характерних для неї до зарегулювання Дніпра. Трансформувався й ландшафт урочища Сагайдачного: через постійні зміни рівня води берегова лінія стала ефемерною, значно підсилилася течія, відкрилися довгі піщані коси й кам’яні гряди з бистринами та шумом, русло Нового Дніпра між урочищем Сагайдачним та скелею Савутиною на о. Хортиці стало нагадувати невеликий Дніпровий поріг чи забору . На скелях були знайдені кілька глибоких округлих еверзійних котлів різного розміру, утворених в результаті обертання потужною течією валуна у природній заглибині. Найбільший з них ідентичний широковідомим «Козацьким Мискам», що розташовані на ск. Середній Стовп . Його запропоновано назвати «Сагайдаків Казан» . 